# Борозна Іван Лаврентійович
Іван Лаврентійович Бороздна (близько 1680 — близько 1731, с. Медведове, нині Клинцівського району, Брянської області, Російська Федерація) — значковий товариш Стародубського полку (1709—1715), наказний полковник Стародубського полку (1722, 1724—1725), бунчуковий товариш (1723; 1727—1728). Син Лаврентія Осиповича Бороздни, сподвижника гетьмана Богдана Хмельницького та брат сотника Стародубського полку М. Л. Борздни.

## Біографія
За батькової підтримки зарахований до військового товариства Стародубського полку.
У 1709—1715 роках — знатний військовий товариш. У 1709 році отримав гетьманський універсал, за яким став власником сіл Медведове, Куршовичі, Опалевичі, Бутовське, частини сіл Ущерп'я та Смолевичів, половини містечка Горська.
26 травня 1715 року отримав царську грамоту на «село Медведове з дворами і з усіма угіддями та млинами, село Куршановичі з млином та гутою, половину м. Горська з двома млинами, село Смолевичі придбане (від Смолевицьких), село Бутовське, в селі Ущерп'ю двох мужиків, у селі Халеєвичах придбаний двір та дворик у м. Стародубі».
За наказом правителя Малоросії, генерал-аншефа Олександра Рум'янцева у 1723 році призначений сотником Стародубської полкової сотні, на якій перебував до 1725 року. Крім того, у 1722 та 1724—1725 роках виконував обов'язки наказного полковника Стародубського полку. Бунчуковий товариш (1723; 1727—1728).
Через часті доноси колишнього топальського сотника Клима Янджула на прізвисько «Шпечак», Іван Борозна у 1725 році був заарештований та утримувався у Глухові під караулом. Там у 1726 році підданий тортурам, а пізніше засланий до Сибіру, звідки повернувся вже за рік.
Від 1728 року мешкав у селі Медведовому як бунчуковий товариш, де й помер близько 1731 року.
Одружився у 1700 році на Ганні Рашевській (Зеленківній), з якою мав шестеро дітей. Поріднився з Андрієм Миклашевським, Григорієм Андрійовичем Стаховичем, графом Гаврилом Рогузинським, Хомою Городиським.